# Listă de scriitori români - H

## Scriitori români - H
| - Hasdeu, Bogdan Petriceicu - Hasdeu, Iulia - Hăulică, Dan | - Hâjdău, Alexandru - Hogaș, Calistrat - Holban, Anton | - Holban, Ioan - Horasangian, Bedros - Hanu, Dan-Bogdan |